# TID 164
Le TID 164 est un ancien remorqueur britannique de 1945. Il est issu de la classe TID-class tug (en) construit durant la Seconde Guerre mondiale.
Il a été acquis par le Chatham Historic Dockyard (en). 
Ce bâtiment est inscrit au registre du National Historic Ships  depuis 1993 et il est aussi l'un des nombreux bateaux de la National Historic Fleet.

## Histoire
Le TID 164, lancé le 28 novembre 1945, a pris son service naval à Port Edgar dans l'estuaire de Forth, au HMS Lochinvar, base de dragueurs de mines. En 1947, il a été affrété par l'autorité portuaire de Londres pour travailler dans les docks de Londres, revenant l'année suivante au Firth of Forth pour travailler au chantier naval de Rosyth. Il y fut placé en réserve dès décembre 1962.
En juin 1974, il a été vendu au musée maritime de Medway  pour sa conservation. En 1975, il a été rebaptisé Hercules et a continué le remorquage pour International Towing Ltd, une société commerciale du Medway Maritime Trust jusqu'en 1978.
En 1978, il est de retour à Londres, reprenant son nom d'origine, et amarré à Chatham. Depuis 1999, la cabine a été réaménagée et sa chaudière a été réinstallée. Puis il a subi, par étape, une longue restauration toujours en cours. grâce à la création en 2010 de l'association The Friends of TID 164 qui continue les travaux.